# Amazonides bioculata
Amazonides bioculata är en fjärilsart som beskrevs av Emilio Berio 1974. Amazonides bioculata ingår i släktet Amazonides och familjen nattflyn. Inga underarter finns listade i Catalogue of Life.